# Panalpina
Panalpina es un proveedor suizo de servicios de transporte y logística, especializado en fletes intercontinentales aéreos y oceánicos, asociado a soluciones de administración de cadenas de suministro. 
Opera una red de 500 sucursales en más de 80 países; por otro lado, la empresa coopera estrechamente con asociados selectos en cerca de 60 países. Panalpina emplea aproximadamente 14,500 personas a nivel mundial.
Panalpina fue completamente poseída por la Fundación Ernst Göhner hasta su exitoso registro público en la SWX Swiss Exchange el 22 de septiembre de 2005. En ese año, Panalpina adquirió la Janco Oilfield Services en Singapur y el Overseas Shipping Group.